# Mercedes-Benz O371
Mercedes-Benz O371 — серия туристических автобусов Mercedes-Benz, выпускаемых в Бразилии с 1980-х по 1990-е годы, а также автобусное шасси, на котором производили свои автобусы другие производители. Оно заменило шасси Mercedes-Benz O303 в Южной Америке.

## Модельный ряд

### O371R
Автобус модели O371R производился с середины 1980-х по начало 1990-х годов с двигателем Mercedes-Benz OM355/5A мощностью 230 л. с. и пружинной подвеской.

### O371RS
O371RS производился между 1980-ми и началом 1990-х годов как O370RS с атмосферным двигателем Mercedes-Benz OM355/6A мощностью 291 л. с. Коробка передач, соединённая с двигателем, назывется ZF S6-90 и имеет пневматическую подвеску. Шасси O371RS использовалось в производстве модели O371RS компанией Mercedes-Benz в Бразилии и другими, такими как Busscar или Nielson, Marcopolo S.A.

### O371RSL
O371RSL продавался с 1992 по начало 1994 года. Он оснащён двигателем Mercedes-Benz OM447LA Turbo-intercooler мощностью 354 и 360 л. с. Этот двигатель был экспериментальным, служил заменой OM355 и использовался во всех моделях O371, в том числе в O400 до 2000 года, когда был представлен электронный двигатель OM457LA. Коробка передач была ZF S 6 — 1550. Шасси O371RSL было похоже на шасси O371RS, но его длина составляла 13,20 метра.

### O371RSD
O371RSD продавался между серединой 1980 и началом 1990 года как O370RSD. Он оснащён турбо-интеркулерным двигателем Mercedes-Benz OM355/6LA мощностью 326 л. с. После 1994 года был импульсирован OM447LA мощностью 354 и 360 л. с. Коробка передач была такой же, как у O371RS, также после 1994 года она использовала ту же коробку передач, которая использовалась в O371RSL. Разница заключается в задней оси, потому что ось, которая перемещает транспортное средство, находится за вспомогательной осью, противоположной европейской версии автобуса.

### O371U
O371U предназначался для городских маршрутов, выпускался с 1987 по 1994 год. В последний год производства он имел переднюю маску семейства O400.

### O371UL
O371UL выпускался с 1994 по 1996 год. С 1994 по 2006 год он эксплуатировался в регионе Белу-Оризонти, Бразилия.

### O371UP
O371UP выпускался с 1987 по 1993 год. На него ставили двигатель OM355/5A мощностью 187 л. с., объёмом 9,6 литра.

## Mercedes-Benz O370
Mercedes-Benz O370 — клон автобуса Mercedes-Benz O371, выпускаемый в Бразилии в 1984—1987 годах.

### Особенности
Модель O370RS за всю историю производства комплектовалась дизельным двигателем внутреннего сгорания OM355/6A, тогда как модель O370RSD комплектовалась двигателем OM355/6LA, а O370R — OM355/5A. Кузов имеет сходство с Mercedes-Benz O371, подвеска и трансмиссия взяты от той же модели. Отличия в том, что у модели O370 только две оси.